# نوگالس (آریزونا)
نوگالس (به انگلیسی: Nogales) شهری در شهرستان سانتاکروز ایالت آریزونا است که در سرشماری سال ۲۰۱۰ میلادی، ۲۰٬۸۳۷ نفر جمعیت داشته است. نوگالس، به‌طور رسمی در تاریخ ۱۸۹۳ میلادی به‌عنوان یک شهر شناخته شد.